# Orculella sirianocoriensis
Orculella sirianocoriensis is een slakkensoort uit de familie van de Orculidae. De wetenschappelijke naam van de soort is voor het eerst geldig gepubliceerd in 1854 door Mousson.